# フルートベール駅で
『フルートベール駅で』（フルートベールえきで、Fruitvale Station）は2013年にアメリカ合衆国で公開されたドラマ映画である。監督はライアン・クーグラー、主演はマイケル・B・ジョーダンが務めた。本作は2009年1月1日にカリフォルニア州で発生したオスカー・グラント三世射殺事件を題材にした作品である。

## ストーリー
2009年1月1日午前2時15分、オスカー・グラント三世とその友人たちはカリフォルニア州オークランドのフルートベール駅で警官に取り押さえられていた。本作はその様子を捉えたカメラ映像からスタートする。
その前日、オスカーは恋人に浮気がバレて口論になった上、2週間前にクビになった食料品店への再雇用の嘆願も断られ、八方塞がりだった。手持ちのマリファナを売って生活費を工面しようとしたが、真っ当な生活に戻りたい思いから、悩んだ末にそれを海に捨てる。その後、母親の誕生日パーティーに参加したが、それでも気分が晴れないオスカーは、サンフランシスコで開催されるニューイヤーフェスティバルの花火を見に行くことにした。
帰りの電車で、オスカーは食料品店で見知った客のケイティに呼び止められた。オスカーという名前を聞いた途端、ある男がオスカーに襲いかかってきた。彼はオスカーと同じ刑務所に収監されていた男だった。オスカーと男がつかみ合いをしていると、そこにBARTの鉄道警察隊がやって来た。しかし、それが却って現場の混乱を悪化させてしまった。事態の収拾ができなくなった警官たちは、何を思ったのかオスカーを銃撃した。オスカーは直ちに病院へと運び込まれたが、そのまま帰らぬ人となった。
エンディングが流れた後、オスカーの死後に起きた出来事が説明される。オスカーの死は全米に衝撃を与え、オークランド一帯でBARTへの抗議運動が行われるに至った。その中には暴動に発展したものもあった。オスカーが射殺される前後の様子は、偶然騒動を目撃した人々によって撮影されていた。事件に関与した警官たちは解雇され、オスカーを射殺した警官は業務上過失致死罪で有罪判決を受け、11ヶ月の禁固刑に服した。2013年1月1日にはオスカーを追悼するイベントが開催され、その中にはグラントの娘であるタチアナの姿もあった。

## キャスト
- マイケル・B・ジョーダン - オスカー・グラント三世
- オクタヴィア・スペンサー - ワンダ・ジョンソン
- メロニー・ディアス - ソフィア・メサ
- アーナ・オライリー - ケイティ
- ケヴィン・デュランド - カルーソ
- チャド・マイケル・マーレイ - イングラム
- アリアナ・ニール - タチアナ
- キャロライン・レスリー - ステファニー
- ジョナス・ケイン - ダナエ

## 製作

### 構想
オスカー・グラント三世が射殺された2009年1月1日当時、ライアン・クーグラーは南カリフォルニア大学の映画芸術科の大学院に在籍していた。報道で事件を知ったクーグラーは、グラントの最期の一日を映画化したいと思ったのだという。クーグラーは「私は観客の皆さんにこの男性を知ってほしい、興味を持ってほしいと思いました。つまり、事件に至った状況を、紙で読むのとは違った形で知ってほしかったのです。どういう意味かと申しますと、ある人を人間であるとみなすとき、生は何らかの意味を持つということなのです。」と語っている。クーグラーはグラント三世の友人や同僚から話を聞くと共に、グラント家の代理人を務めるジョン・バリスにも面会した。バリスを通して、クーグラーはグラント家の信頼を勝ち取ることができた。
2011年1月、クーグラーはフォレスト・ウィテカーが経営する製作会社からの出資を取り付けた。その後、クーグラーはサンダンス脚本家ラボに所属する脚本家の指南を受けつつ本作の脚本を執筆していった。また、長編映画プログラムやサンフランシスコ映画協会からの資金援助を受けた。
クーグラーは脚本を書く以前からマイケル・B・ジョーダンを主演に据えることを決めていたのだという。2012年4月、オクタヴィア・スペンサーの出演が決まった。スペンサーは自ら本作に出資すると共に、出資者たちとの交渉も行った。本作に出資した人の中には、小説『ヘルプ 心がつなぐストーリー』で知られるキャスリン・ストケットの名前がある。

### 撮影
2012年7月、本作の主要撮影がオークランドで20日間かけて行われた。BARTからフルートベール駅での撮影許可を得ることができたため、4日間かけて夜間の撮影が行われた。グラントが刑務所で服役していた頃の回想シーンはサン・クエンティン州立刑務所で撮影された。なお、本作の撮影にはカール・ツァイスのウルトラ16レンズとアーノルド&リヒターのアリフレックス 416カメラを使って、スーパー16ミリ形式での撮影が行われた。
本作では事件の目撃者が撮影した映像が使用されている。クーグラーはこのことに関して「当初、私は実際の映像を使用することに反対しました。しかし、よく考えてみると、ベイエリア出身の私がそうした映像に記録されているものを熟知していても、他の人たちはそうではないという事実に思い至ったのです。（中略）。だから、私は実際の映像を作中で使用する責任があると思うようになったのです。」と語っている。

### サウンドトラック
本作で使用された楽曲はルートヴィッヒ・ヨーランソンが作曲したものである。ヨーランソンはBARTの電車の走行音をシンセサイザーで加工したものをBGMとして多用した。2013年9月24日、本作のサウンドトラックがレイクショア・レコーズから配信された。

## プロモーション
ワインスタイン・カンパニーはロン・イングリッシュ、リディア・エミリー、LNYを起用して、ロサンゼルス、ニューヨーク、サンフランシスコの3箇所に宣伝のためのストリートアートを描かせた。
本作の宣伝ポスターがフルートベール駅に設置されたことが物議を醸したが、BARTは「フルートベール駅に同作のポスターを設置することを認めるべきか否かは議論の対象ではありません。それは分かりきったことです。BARTはライアン・クーグラー監督を心よりサポートします。監督は驚くべき才能を持った人です。監督は『自分の意図するところはオークランド及びその住民の皆さんへの愛を表現することなのです』と語っていましたが、まさにそれは成功したのです。」というコメントを出した。
本作の宣材にトレイボン・マーティン射殺事件への言及があったことが批判の対象となった。パブリシストのアンジー・メイヤーは「全く以て不適切である。映画の公開に合わせてバッズを盛り上げたり知名度を上げたりするのに事件を利用するなどという行為は倫理的に誤っています。」と批判した。
プロモーションの一環として、ワインスタイン・カンパニーは「I am __」キャンペーンを立ち上げた。このキャンペーンは社会的不公正を乗り越えるための物語をみんなで共有しようというものであった。このキャンペーンに賛同した人々は、自身の経験に関連した写真やイラストをネット上に投稿した。

## 公開
2013年1月9日、本作はサンダンス映画祭でプレミアを迎えた。その際、『Fruitvale』というタイトルで上映された。その出来映えの見事さから、配給権獲得競争が繰り広げられた。その熾烈な競争を制したのはワインスタイン・カンパニーであった。同社は200万ドルで本作の配給権を購入した。5月には第66回カンヌ国際映画祭のある視点部門で上映され、第1回作品賞を受賞した。
2013年6月20日、オークランドでのプレミア上映が行われた。本作は同年7月12日に限定公開された。奇しくも、その翌日、フロリダ州の裁判所がトレイボン・マーティンを殺害したジョージ・シマーマンに無罪判決を言い渡すこととなった。

## 興行収入
2013年7月12日、本作は全米7館で封切られ、公開初週末に38万6921ドルを稼ぎ出し、週末興行収入ランキング初登場8位となった。その年の限定公開作としては3番目に稼いだ作品となった（1位は『スプリング・ブレイカーズ』、2位は『プレイス・ビヨンド・ザ・パインズ/宿命』）。

## 評価
本作は批評家から称賛されている。映画批評集積サイトのRotten Tomatoesには194件のレビューがあり、批評家支持率は94%、平均点は10点満点で8.1点となっている。サイト側による批評家の見解の要約は「情熱的かつパワフルな演技によって、『フルートベール駅で』は生を祝福し、死を非難する作品となっている。主演のマイケル・B・ジョーダンの出世作になるだろう。」となっている。また、Metacriticには46件のレビューがあり、加重平均値は85/100となっている。なお、本作のCinemaScoreはAとなっている。
『ハリウッド・レポーター』のトッド・マッカーシーは「感動的なデビュー作」「パワフルでドラマティックな作品」「オスカー役として、マイケル・B・ジョーダンは礼儀正しさとタフさを兼ね備えている。その意味において、若い頃のデンゼル・ワシントンのような存在感が出ている。ジョーダンは苦もなく観客を自分に引きつけている。メロニー・ディアスは忍耐強い誠実な友人を演じており、その演技はジョーダンと共鳴している。勇敢な母親を演じているオクタヴィア・スペンサーは、ストーリーに厳粛さをもたらしている。」と絶賛している。
本作は俳優のサミュエル・L・ジャクソンやジョセフ・ゴードン＝レヴィットからも絶賛されている。